# Караманоглу Мехмет-бей
Караманоглу́ Мехме́т-бей (тур. Karamanoğlu Mehmet Bey, осман. قارامان اوغلو محمد بك‎; ?—1278) — второй правитель бейлика Караманогуллары, существовавшего в XIII—XV веках в Анатолии. Отцом его был Караман-бей. Мехмет-бей поддержал восстание против монголов самозванца Джимри и возвёл его на трон Конийского султаната. Легенда и официальная турецкая историография называют его первым, кто фирманом объявил турецкий язык официальным языком государства. Университет в Карамане носит имя Караманоглу Мехмет-бея, а на логотипе университета изображен 16 раз фирман в виде свитка.

## Биография
Дата рождения Мехмета, как и имя его матери, неизвестна. Его отцом был Караман-бей, а дедом — Нуре Софи, по традиционной версии — представитель племени салур из турок-огузов. Языджыоглу Али, автор «Огуз-наме» (1423), писал, что они были из племени афшар, которые эмигрировали из Аррана в Сивас из-за монгольского нашествия в 1230 году. В последнее время появились версии, что караманиды происходили из племени баяндур (как Ак-Коюнлу) или что они вообще не были огузскими тюрками. Согласно Караман-наме Шикари и «Сельджук-наме» Ибн-Биби, Караман и его отец были простыми, не знатными людьми. Караман жёг уголь, а Нуре Софи рубил деревья. Традиция относит получение титула бея отцом Мехмета, Караманом, к 1225 или к 1256 году (второе более вероятно).
После смерти Карамана примерно в 1261/63 году губернатором Эрменека был назначен Бедрюддин Ибрагим. Он захватил сыновей Карамана (Мехмеда, Махмуда, Касыма и Халила) и его брата Бунсуза по приказу Кылыч Арслана и держал их в плену в крепости Гевеле. В 1265 году умер Кылыч Арслан, а Перван Сулейман Муин ад-дин выпустил их всех, кроме одного, Али. Мехмет, как старший сын Карамана, стал главой семьи.
Бейлербей Хатыроглу Шараф аль-Дин, восставший против монголов в 1276 году, сместил правившего Эрменеке Бедрюддина Ибрагима и назначил вместо него Мехмет-бея. Мехмет-бей занял Ичель до моря и начал совершать набеги на монгольские отряды, чем вынудил Первана Сулеймана послать бывшего губернатора Бедреддина Ибрагима с армией в Эрменек, но Ибрагим потерпел тяжёлое поражение от Мехмета-бея у реки Гёксу. Примерно в это же время мамлюкский султан Бейбарс I победил монголов на равнине Эльбистан и занял Кайсери. Затем Бейбарс и Караманиды заключили антисельджукский союз, который с этого времени в течение ста лет будет традиционной чертой политики правителей династии. Караманиды, воспользовавшись поддержкой Бейбарса, начали боевые действия под командованием Мехмет-бея и поддержали восстание некоего Джимри, самозванца, называвшего себя Алаэддином Сиявушем, сыном Изз ад-дина Кей-Кавуса. Это было одно из крупнейших восстаний крестьян и кочевников против монголов. Мехмет-бей захватил Конью 15 мая 1277 года и возвёл Джимри на трон, а сам стал визирем самозванца. Якобы, один из первых указов, принятых на заседании совета, гласил, что ни один язык, кроме турецкого, не должен использоваться в правительственных учреждениях и при дворе.

Страница 696 факсимильного издания труда Ибн Биби с текстом фирмана.

Продержалось это правительство недолго, хотя вначале им сопутствовала удача. Почти сразу против них были посланы сыновья Сахиба Фахр аль-Дина Али с армией; узнав об этом, Мехмет-бей, с самозванцем отправился в Акшехир, где произошла битва, в которой он и убил сыновей Сахиба. Хотя Сиври-Хисар сдался, но Афьонкарахисар продолжал сопротивление, и поэтому Мехмет-бей вернулся в Конью. Он даже объявил, что отправится в Эрзурум, чтобы сражаться с монголами, но был вынужден отказался от этого плана из-за недостатка ресурсов. В сентябре 1277 года Абака-хан отправил в Анатолию визиря Шамс ад-Дина Мухаммада Джувейни во главе большой армии для подавления восстания. Вместо боёв, монгольские войска осуществили ряд грабительских разорительных набегов под командованием Кей-Хосрова, а потом оставались зимовать. Весной султан и визирь Фахр аль-Дин выступили навстречу Караманидам в Мут. Мехмет-бей расположился лагерем у крепости Курбаги. В одном из разведывательных выездов он случайно столкнулся с монгольским отрядом и в стычке был убит вместе с тремя братьями, двумя родными и одним двоюродным. Их головы были отрезаны и выставлены на обозрение. Джимри ждала судьба похуже: он был побеждён Кей-Хосровом в мае 1278, с него живьём содрали кожу, набили её соломой и возили чучело по городам. Как место захоронения Мехмет-бея почитается тюрбе в деревушке Балкусан, построенное его братом Махмудом, где похоронены Махмуд и Караман.
Преемником Мехмета-бея стал его брат, Гюнери-бей.
Согласно Э. Замбауру одной их жён Мехмета была дочь Кей-Кавуса II .

## Память и значение

### Фирман о языке
Множество вопросов возникает в связи с официальной трактовкой событий турецкой историографией:
- Сообщение о восстании Джимри оставил современник событий, Ибн Биби, писавший на персидском языке[13]. Другие современные событиям хроники (Аксарайи[тур.], Анонимная) не упоминают об указе[14][15].
- Турецкого текста фирмана не сохранилось. В тексте Ибн Биби указ упоминается без атрибутирования[13].
- На турецкий (османский) язык фирман был переведён в первой половине XV века Языджыоглу Али, который включил в свой труд перевод текста Ибн Биби. Уже Языджыоглу высказывал сомнения в рассказе о фирмане, ссылаясь на то, что неизвестно, какой азбукой воспользовались Мехмед и Джимри, если фирман был на турецком языке, поскольку арабская для этого ещё не использовалась[14].
- Выпуск фирмана — прерогатива не дивана, а монарха, но фирман был выпущен диваном. Мехмед-бей не был даже визирем в тот день, к которому относят указ[16].
- Действие указа длилось не дольше, чем правление Джимри (37 дней), и его значение не могло быть велико[16].
- Этот фирман не являлся актом отстаивания национальных интересов тюрков. Учёные полагают, что появление указа связано с тем, что необразованные простые люди Мехмед и Джимри не говорили ни на каком другом языке, поэтому для того, чтобы как-то править, им надо было заставить всех говорить на том же языке «в диване, при дворе»[16].

Историк Эрдоган Мерчил заявил, что значение этого фирмана сильно преувеличено в двадцатых годах XX века, когда националисты «создавали основы нации».

### История появления легенды
Караманоглу Мехмет-бей не всегда представлял из себя национального героя или культурную икону, которой он стал сегодня. Мехмет-бей был предком самых ожесточённых соперников Оттоманской империи в центральной Анатолии. Османы не просто покорили Караман — они также разрушили мечети и медресе, построенные правителями Караманидов в столице бейлика, чтобы стереть память о династии. Официальная османская историография длительное время всех Караманидов принижала. Ашикпашазаде высмеивал даже святых из Карамана: «Не найти ни одного настоящего друга в Карамане/ Даже их святые люди — обманщики и жулики». Ибн Кемаль прославляет разрушение бейлика: «На территории дьявольского династического дома, утратившего свою силу / Деревни разрушены вместе с жилищем правителей». Такая трактовка сохранялась до конца правления султанов.

Пересмотр отношения к династии Караманидов начал происходить параллельно с зарождением новых настроений в XIX веке и попыток обосновать претензии на анатолийские земли. В этот период была обнаружена рукопись Шикари Караман-наме, что подогрело интерес именно к этой анатолийской династии. Отвергая классические османские концепции истории, историки начали экспериментировать. Стали предприниматься попытки создать турецкую идентичность основанную на анатолийских корнях. Тем не менее, в столице пока интерес к бейликам не поддерживался.

Соединённые друг с другом фирманы образуют лучи солнца, это символизирует то, что на турецком языке говорят повсюду.

В ранние годы Турецкой Республики отцами-основателями турецкой культуры «назначили» сельджуков в противовес османам. Именно в рамках парадигмы о сельджукском доминировании в Анатолии в первой половине XX века возникла легенда о Караманоглу Мехмед-бее как о защитнике турецкого языка. Так он был превращён в национального героя, входящего в ряды «великих турок». Впервые приписал указ Караманиду Фуад Кёпрюлю в 1918 году, после него многие историки повторяли этот тезис. Появлялись даже утверждения, что Ататюрк в реформе языка вдохновлялся этим фирманом. Кульминацией стала работа Хаджи Мехмета Армутлу 1997 года Три столпа турецкого языка в Анатолии: три караманца (тур. Türk Dilinin Anadolu’daki Üç Temel Direği: Üç Karamanlı). Этими столпами были объявлены Караманоглу Мехмет-бей, Юнус Эмре и Мустафа Кемаль Ататюрк, которому приписывают происхождение из Карамана.
Примерно в это время были установлены два памятника Мехмет-бею: бюст и в полный рост. Оба памятника содержат текст «фирмана о языке».
Фестиваль турецкого языка и литературы, проводимый ежегодно с 30-х годов XX века по инициативе Ататюрка, с 1961 года проходит в бывшей столице бейлика, Карамане. Фестиваль ещё более способствовал закреплению и распространению национального мифа о «фирмане». Университет Карамана носит имя Мехмет-бея (Университет Караманоглу Мехметбея), а на логотипе университета изображен 16 раз фирман в виде свитка, по количеству турецких государств (16 великих тюркских империй).